# CBOE Volatility Index

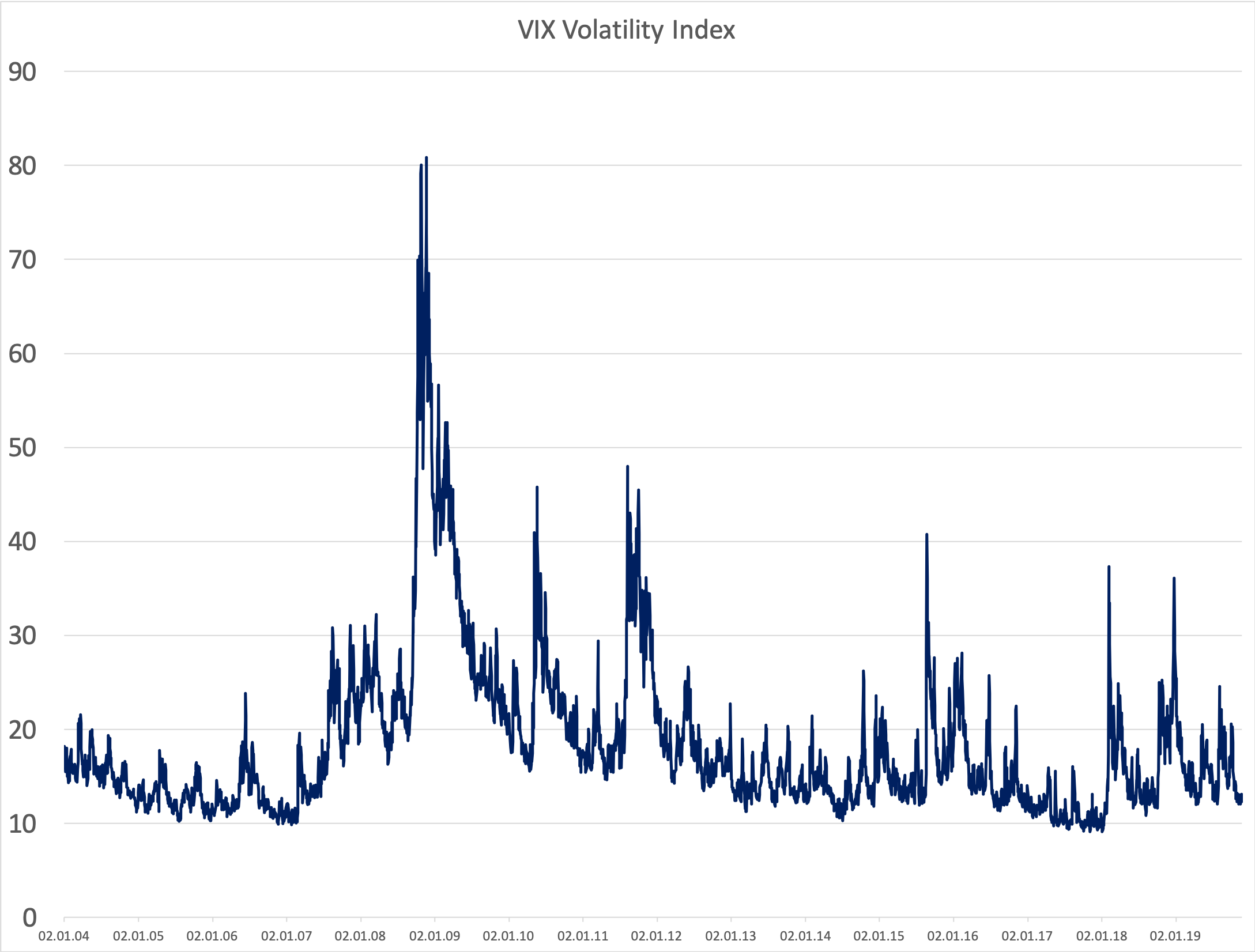
CBOE Volatility Index 2004 - 11/2019

Der CBOE Volatility Index (VIX) drückt die erwartete Schwankungsbreite des US-amerikanischen Aktienindex S&P 500 aus. Der VIX wird von der Terminbörse Chicago Board Options Exchange (CBOE) in Echtzeit berechnet und veröffentlicht.

## Konzept
Der Volatilitätsindex VIX gibt die vom Markt erwartete kurzfristige Schwankungsintensität (implizite Volatilität) anhand von Optionspreisen auf den S&P 500 über 30 Tage in Prozentpunkten an. Ein hoher Wert weist auf einen unruhigen Markt hin, niedrige Werte lassen eine Entwicklung ohne starke Kursschwankungen erwarten. Der VIX wird daher auch „Angstbarometer“ genannt. Über die Richtung der Änderung, also steigende oder sinkende Kurse, gibt er keinen Aufschluss. Zwischen VIX und S&P 500 liegt eine gegenläufige Korrelation vor. Fällt der S&P 500, dann steigt in der Regel der VIX an. Steigt der S&P 500, dann fällt meist der VIX.

## Geschichte

### Historischer Überblick
Der VIX wurde 1993 von der Terminbörse Chicago Board Options Exchange (CBOE) erstmals berechnet. In den ersten zehn Jahren bezog sich die Berechnung des VIX auf den S&P 100, erst zur Umstellung der Berechnungsmethode 2003 auf den S&P 500. Seitdem werden die tatsächlich an der CBOE existierenden Optionen einbezogen. Das heißt, die Berechnung basiert nicht mehr auf fiktiven Optionen. Seit 22. September 2003 veröffentlicht die CBOE zwei Indizes:
- CBOE Volatility Index (VIX)
- CBOE S&P 100 Volatility Index (VXO)

Die Rückrechnung des VIX erfolgte bis 1990 (nach neuer Methode) und für den VXO bis 1986 (nach alter Methode).
Einen Höchststand erreichte der VIX rechnerisch am Schwarzen Montag, den 19. Oktober 1987, mit einem Schlussstand von 150,19 Punkten. Das bedeutete gegenüber dem 16. Oktober 1987 einen Anstieg um 113,82 Prozentpunkte. An diesem Freitag beendete der Index den Handel noch mit 36,37 Punkten. Am Dienstag, den 20. Oktober 1987, markierte der VIX im Handelsverlauf einen Rekordstand von 172,79 Punkten. Allerdings wurden diese Angaben noch nach der alten Berechnungsmethode ermittelt und beziehen sich auf den S&P 100. Diese Daten ordnete die Chicago Board Options Exchange 2003 dem CBOE S&P 100 Volatility Index (VXO) zu.
2017 wurde mit 8,56 ein Allzeittief erzielt. Damals war es recht beliebt, den VIX zu shorten. Allerdings gab es in diesem Trade im Februar 2018 einen Short-Squeeze, also einen Short-Squeeze im VIX short Trade. Im Verlauf der Finanzkrise, die im Sommer 2007 als US-Immobilienkrise begann, stieg der Index auf den höchsten Stand seit 1987. Am 24. Oktober 2008 erreichte er im Handelsverlauf 89,53 Punkte. Den höchsten Tagesschlusswert seit 1987 erzielte der CBOE Volatility Index am 20. November 2008 mit 80,86 Punkten.

### Jährliche Entwicklung
Die Tabelle zeigt die jährlichen Höchst-, Tiefst- und Schlussstände des bis 1986 zurückgerechneten CBOE Volatility Index (VIX).
| Jahr | Höchststand | Tiefststand | Schlussstand |
| ---- | ----------- | ----------- | ------------ |
| 1986 | 28,41       | 15,75       | 18,71        |
| 1987 | 72,79       | 10,43       | 39,45        |
| 1988 | 52,60       | 15,22       | 18,53        |
| 1989 | 51,71       | 11,60       | 17,39        |
| 1990 | 40,01       | 15,51       | 23,55        |
| 1991 | 38,21       | 12,16       | 20,17        |
| 1992 | 27,28       | 11,89       | 13,55        |
| 1993 | 18,00       | 8,86        | 11,46        |
| 1994 | 25,31       | 9,25        | 13,44        |
| 1995 | 18,27       | 10,41       | 13,89        |
| 1996 | 28,45       | 12,66       | 21,67        |
| 1997 | 55,48       | 13,24       | 24,89        |
| 1998 | 60,63       | 16,73       | 25,41        |
| 1999 | 36,79       | 17,70       | 26,71        |
| 2000 | 41,53       | 18,06       | 30,23        |
| 2001 | 57,31       | 20,26       | 23,22        |
| 2002 | 56,74       | 18,87       | 32,03        |
| 2003 | 41,16       | 14,83       | 18,31        |
| 2004 | 22,67       | 11,14       | 13,29        |
| 2005 | 18,59       | 9,88        | 12,07        |
| 2006 | 23,81       | 8,60        | 11,56        |
| 2007 | 37,50       | 9,70        | 22,50        |
| 2008 | 89,53       | 15,82       | 38,81        |
| 2009 | 57,36       | 19,25       | 21,68        |
| 2010 | 48,20       | 15,23       | 17,75        |
| 2011 | 48,00       | 14,27       | 23,40        |
| 2012 | 27,73       | 13,30       | 18,02        |
| 2013 | 21,91       | 11,05       | 13,72        |
| 2014 | 31,06       | 10,28       | 19,20        |
| 2015 | 53,29       | 10,88       | 18,21        |
| 2016 | 32,09       | 10,93       | 14,04        |
| 2017 | 17,28       | 8,56        | 11,04        |
| 2018 | 50,30       | 8,92        | 25,42        |
| 2019 | 28,53       | 11,03       | 13,78        |
| 2020 | 85,47       | 11,75       | 22,75        |
| 2021 | 37,51       | 14,10       | 17,22        |
| 2022 | 38,94       | 16,34       | 21,67        |
| 2023 | 30,81       | 11,81       | 12,45        |

### Volatilität der Volatilität
Im Jahr 2012 führte die CBOE den VVIX-Index ein, der die erwartete Volatilität des 30-Tage-Terminkurses des CBOE Volatility Index (VIX) misst. Der VVIX wird nach einer Methode berechnet, die der des VIX ähnelt, jedoch basieren die Eingabedaten auf den Marktpreisen von VIX-Optionen anstelle von Aktienoptionen. Wird der VIX oft als Angstindex bezeichnet, der die erwartete Volatilität des S&P 500-Index quantifiziert und als Indikator für die Geschwindigkeit der Marktunsicherheit dienen kann, misst der VVIX die erwartete Volatilität des VIX selbst und kann somit als Maß für die Beschleunigung der Marktunsicherheit betrachtet werden. Der VVIX bietet Marktteilnehmern ein zusätzliches Instrument zur Analyse der Volatilitätsdynamik und ermöglicht ein tieferes Verständnis der Volatilitätsstruktur an den Finanzmärkten.